# 押野山
押野山（おしのやま）は、江戸期の加賀藩石川郡押野村（現在の石川県野々市市押野1丁目）が、現在の金沢市三小牛町付近に、押野村共有の飛地として所有していた山

## 概要
金沢地方法務局に、明治期の石川郡押野村字押野共有の飛地としての押野山（番地は「ト字押野山」,後に分筆して「ト1-1とト１-2」）の土地図面と、
土地台帳が存在する。
同土地台帳には、明治43年(1910年)10月18日に押野村字押野が押野山を売却し、押野山が最終的に旧大日本帝国陸軍省の所有になっこと、広さは20.95町(20.77ヘクタール)、地価は9,269円であったことが記載されている。押野山が現在の何処に有ったかは、正確には分かっていない。

## 売却益で神社建設
野々市市押野一丁目には、昭和の中期まで、大乗寺山（三小牛町は大乗寺の裏手にある）の売却益で
現在の鎮守（高皇産霊神社 (野々市市)：たかみむすびじんじゃ）を建てた」との古老の言い伝えが残っていたが、判然としなかった。
高皇産霊神社は明治43年(1910年)末に着工し、竣工式が明治44年(1911年)8月18日に盛大に開催されたことが新聞記事として残っており
、
「押野村鎮座高皇産彦神社（記事のまま）は昨年末新築工事に着手したるが費用は１万餘圓にしてこのほど落成したるに付き・・・・慶賀祭を執行したり」とある。
昭和末期になると、押野村共有の飛地として押野山が存在したことを知る町民は皆無となり、村社としては例のないほど豪壮な神社の建築費をどのようにして捻出したのかが謎となっていた。
金沢法務局に残る土地図面と土地台帳、および新聞記事から、古老の言い伝えどおり、村の共有飛地売却によって神社が建設されたことが分かる。卯何本、辰何本と記入があることから、1759年（宝暦9年[己卯]、翌年は庚辰）4月に金沢城下の寺町で出火し、火が犀川 (石川県)、浅野川を越えて森本町までを焼き尽くした空前の大火の復興用木材調達図とも読めるが、作成年不明の図がある。この絵図は飛び地の分布を示すものであり、押野山と思われる箇所に「押野」の記載がある。寛文10年（1670年）の押野村の家高は、わずかに17軒（百姓数33人）となっている。
その押野村が飛び地を所有できたのには、代々十村を輩出し、泉野村、泉野出村、長坂用水、長坂新村など、1600年代に大乗寺山周辺の開発を采配した押野後藤家の存在が大きく関係していると思われる。

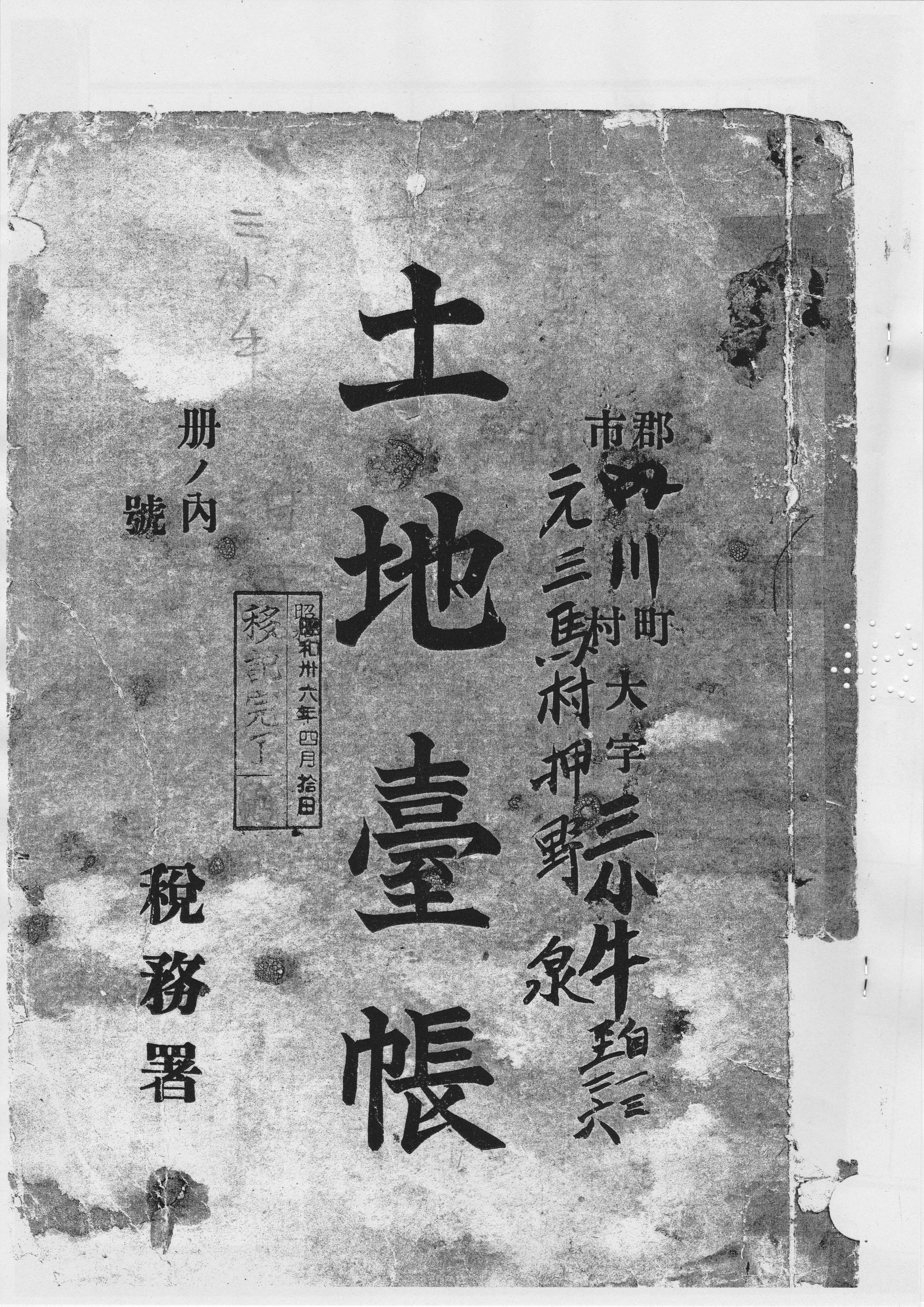
押野山土地台帳
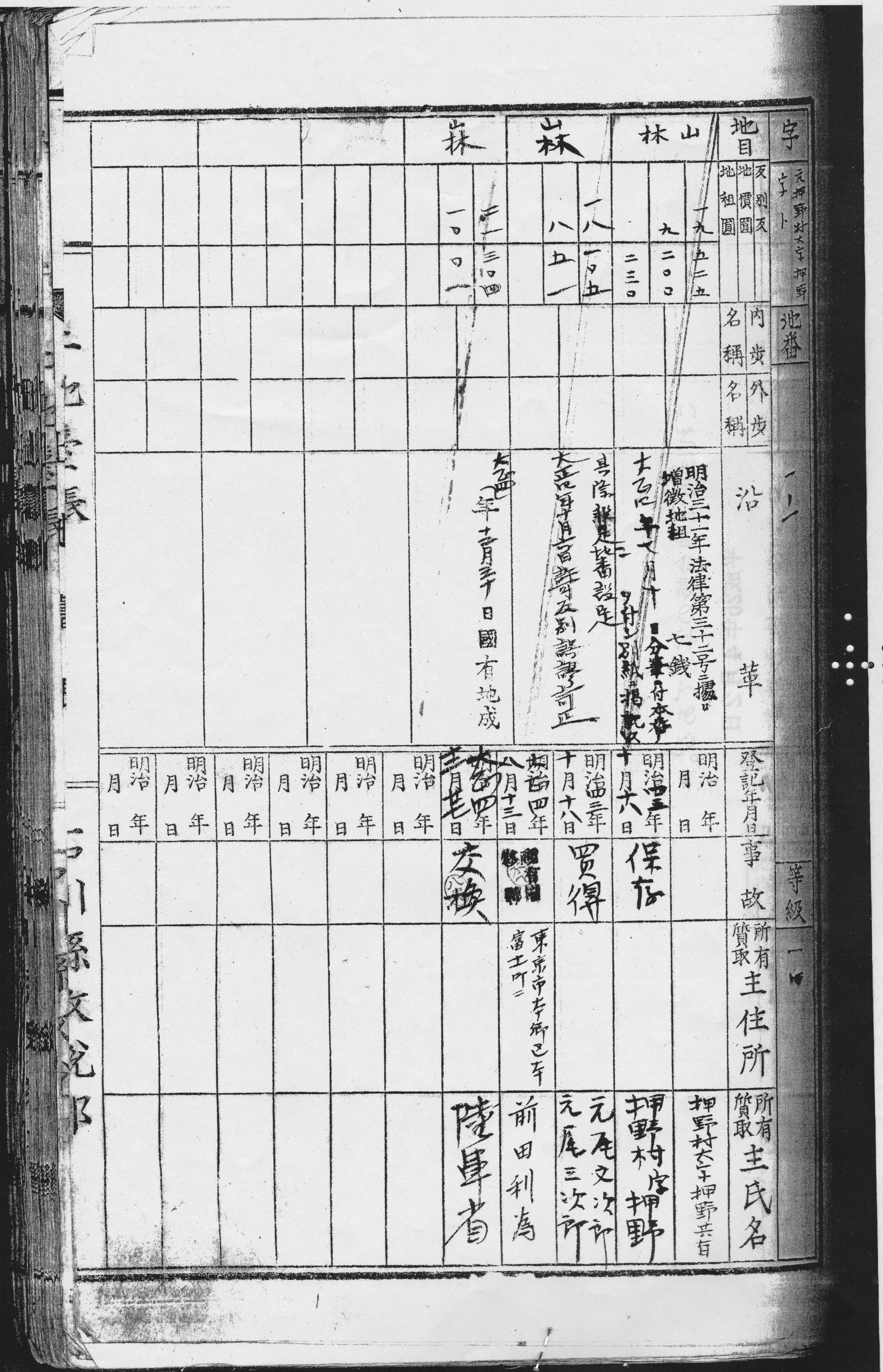
押野山土地台帳(1-1)
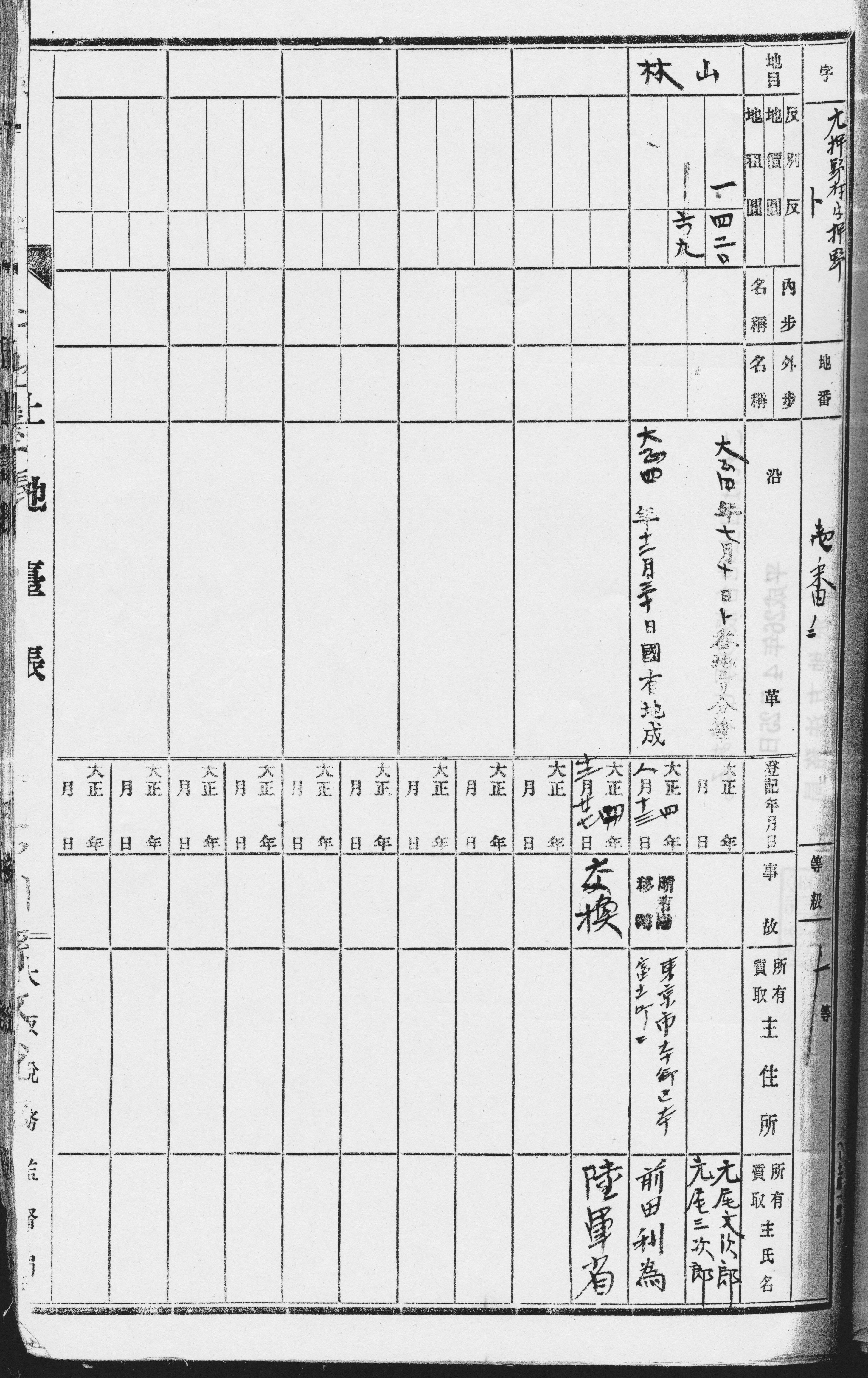
押野山土地台帳(1-2)
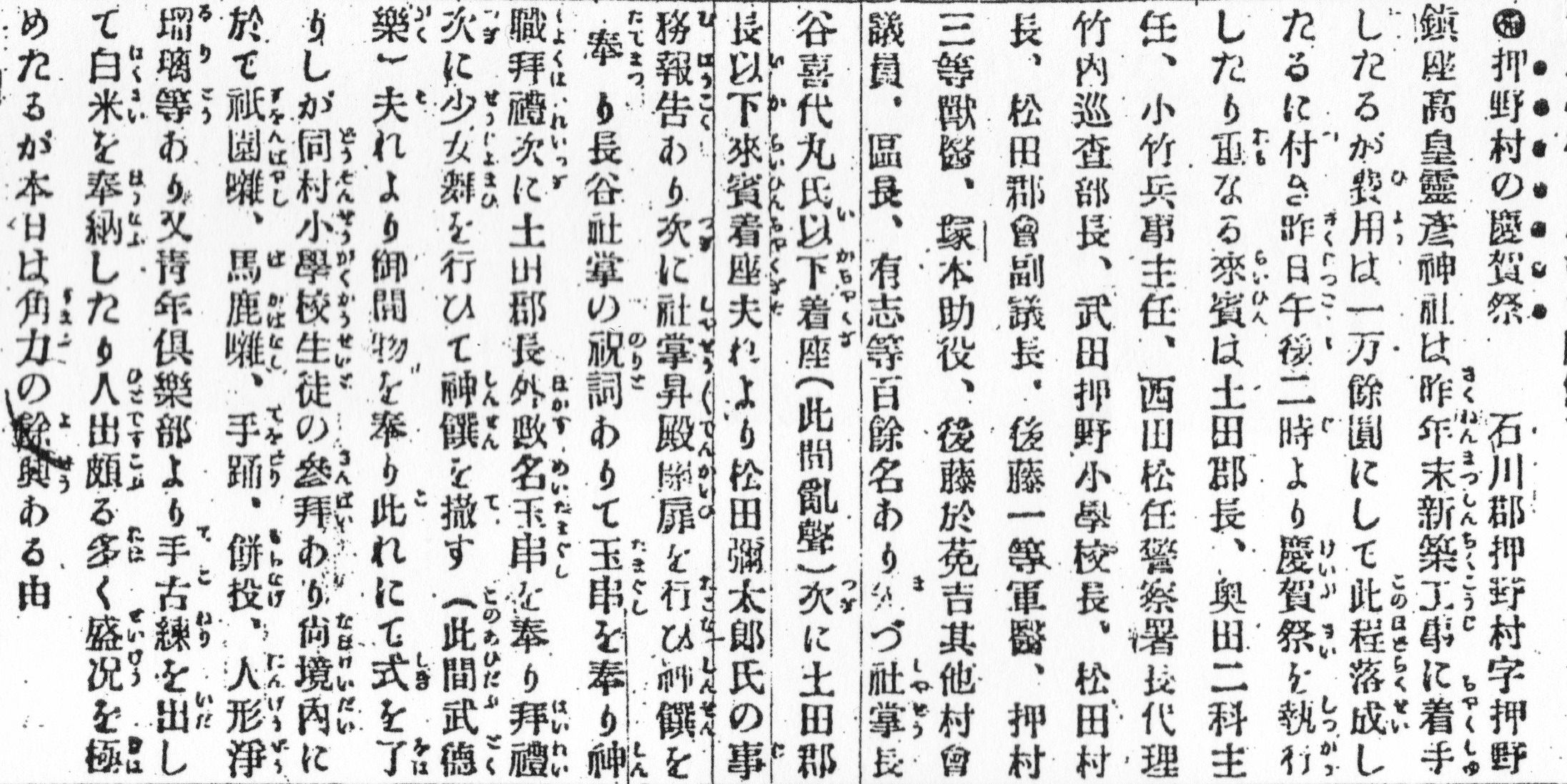
神社竣工北国新聞記事
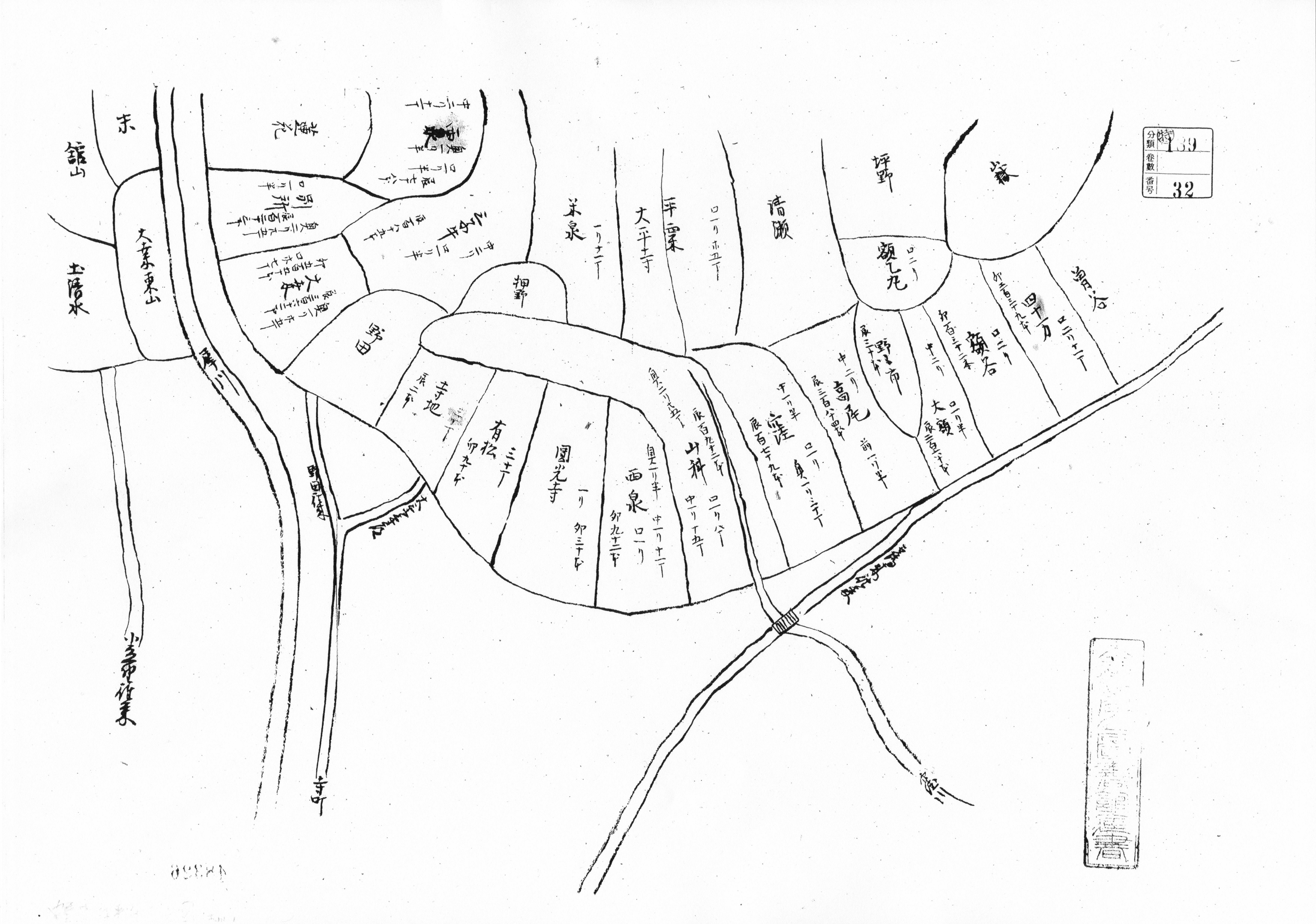
鶴来往来附近之図